# Hundsjön, Medelpad
Hundsjön är en sjö i Sundsvalls kommun i Medelpad och ingår i Selångersåns huvudavrinningsområde. Sjön har en area på 0,0721 kvadratkilometer och ligger 241,2 meter över havet.

## Delavrinningsområde
Hundsjön ingår i det delavrinningsområde (693224-156274) som SMHI kallar för Ovan Sulån. Medelhöjden är 189 meter över havet och ytan är 19,65 kvadratkilometer. Räknas de 22 avrinningsområdena uppströms in blir den ackumulerade arean 123,68 kvadratkilometer. Avrinningsområdets utflöde Selångersån mynnar i havet. Avrinningsområdet består mestadels av skog (85 procent). Avrinningsområdet har 0,07 kvadratkilometer vattenytor vilket ger det en sjöprocent på 0,4 procent.